# Gulnackad albatross
Gulnackad albatross (Phoebastria albatrus) är en albatross  som förekommer i norra Stilla havet och är en av få arter i familjen som ökat kraftigt i antal, från att ha ansetts utdöd 1949.

## Utseende
Gulnackad albatross är en medelstor albatross med en kroppslängd på 89 centimeter. Den vuxna fågeln har vitt på huvud och kropp med en antrykning av gult på hätta och nacke. Stjärten är vit med svart ändband. Även vingarna är vita, ovantill med svarta handpennor, undertill med svarta kanter och lite gråbrunt på axillarer och täckare. Ungfågeln är brunsvart med hudfärgade ben. I alla åldrar har den en stor och rosa näbb som blir blåare vid spetsen med åldern.

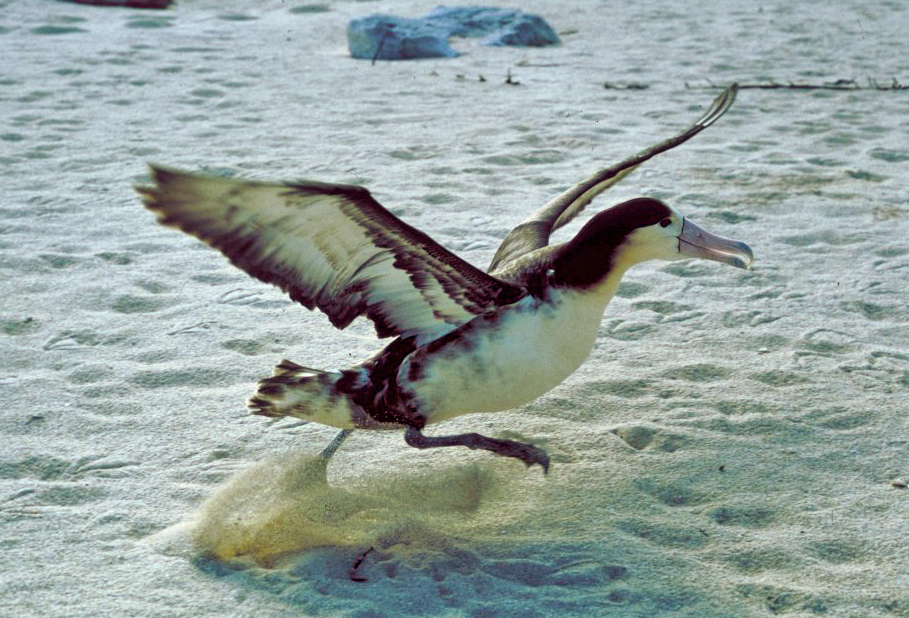
Ungfågel
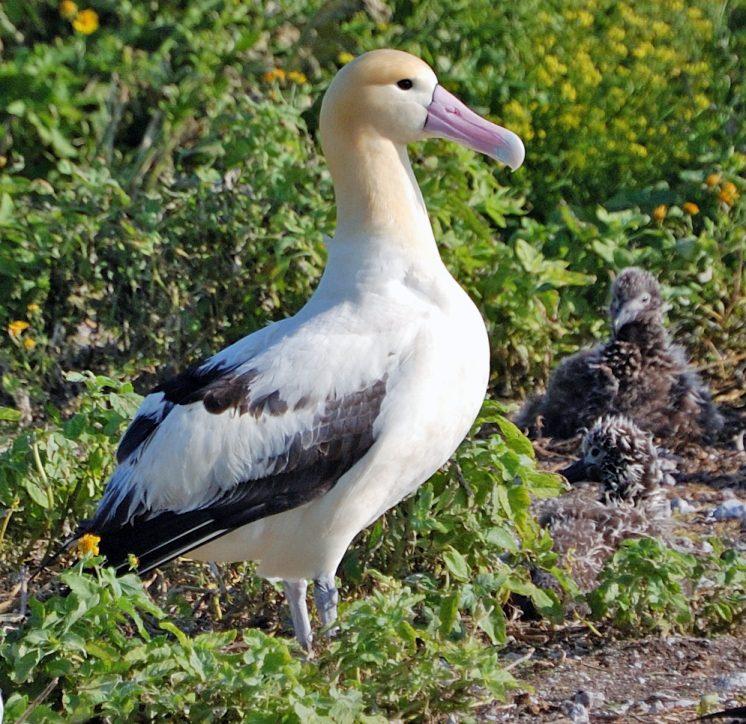
Adult

## Utbredning och systematik
Fågeln häckar utanför Japan på Tori-shima i Izuöarna samt på Minami-kojima och Kita-kojima i Senkaku-öarna i Östkinesiska sjön. Den har också häckat vid ett tillfälle i Midwayöarna i västligaste Hawaiiöarna. Utanför häckningstid rör den sig i större delen av norra Stilla havet, men framför allt utmed kusten i Japan, östra Ryssland, Aleuterna och Alaska.
Arten behandlas som monotypisk, det vill säga att den inte delas in i några underarter. Dock visar studier från 2012 att två populationer av arten (Östkinesiska sjön respektive Izuöarna och Ogasawaraöarna) redan fanns för ungefär 1 000 år sedan. DNA-studier visar att de genetiska skillnaderna dem emellan är relativt stora, större än för de flesta systerarter inom Diomedea. Det finns också tecken på att de båda populationerna är reproduktivt isolerade.

## Levnadssätt
Gulnackad albatross häckar endast vartannat år i kolonier, med en häckningssäsong på hela åtta månader. Den anländer till huvudkolonin på Tori-shima i början av oktober och lägger ett ägg mellan slutet av oktober till slutet av november. Ägget kläcks efter cirka 65 dagar mellan slutet av december och början av januari. I slutet av maj och in i juni året därpå är ungen flygg. Den häckar sedan för första gången vid fem eller sex års ålder. Arten födsosöker en och en eller i grupp, dagtid och möjligen även nattetid, genom att plocka byten från ytan, huvudsakligen bläckfisk men även fisk, räkor och andra kräftdjur. Den följer gärna fiskebåtar, vilket gör att den tyvärr lätt fastnar i långrev.

## Status och hot
Arten jagades intensivt på 1800-talet och i början av 1900-talet för sina fjädrar och ansågs utdöd 1949. Den återupptäcktes dock 1951 och till följd av bevarandeåtgärder har arten ökat kraftigt i antal, från endast 25 fåglar på Tori-shima 1954 till 609 häckande par 2014. Världspopulationen uppgår nu till 4 200 individer, varav 3 540 fåglar på Tori-shima, 650 i Senkaku-öarna och 10 i Ogasawaraöarna. Internationella naturvårdsunionen IUCN kategoriserar dock arten som sårbar med tanke på det mycket begränsade utbredningsområdet.